# فرودگاه صحرایی هندرسون (کارولینای شمالی)
فرودگاه صحرایی هندرسون (کارولینای شمالی) (به انگلیسی: Henderson Field (North Carolina)) یک فرودگاه همگانی است که یک باند فرود آسفالت دارد و طول باند آن ۱۲۱۹ متر است. این فرودگاه در کشور ایالات متحده آمریکا قرار دارد و در ارتفاع ۱۱٫۹ متری از سطح دریا واقع شده‌است.